# В'язькутин-1
В'язькутин-1 (біл. вёска Вязькуцінаь 1) — село в складі Березинського району Мінської області, Білорусь. Село підпорядковане Капланецькій сільській раді, розташоване в східній частині області.